# Kapok

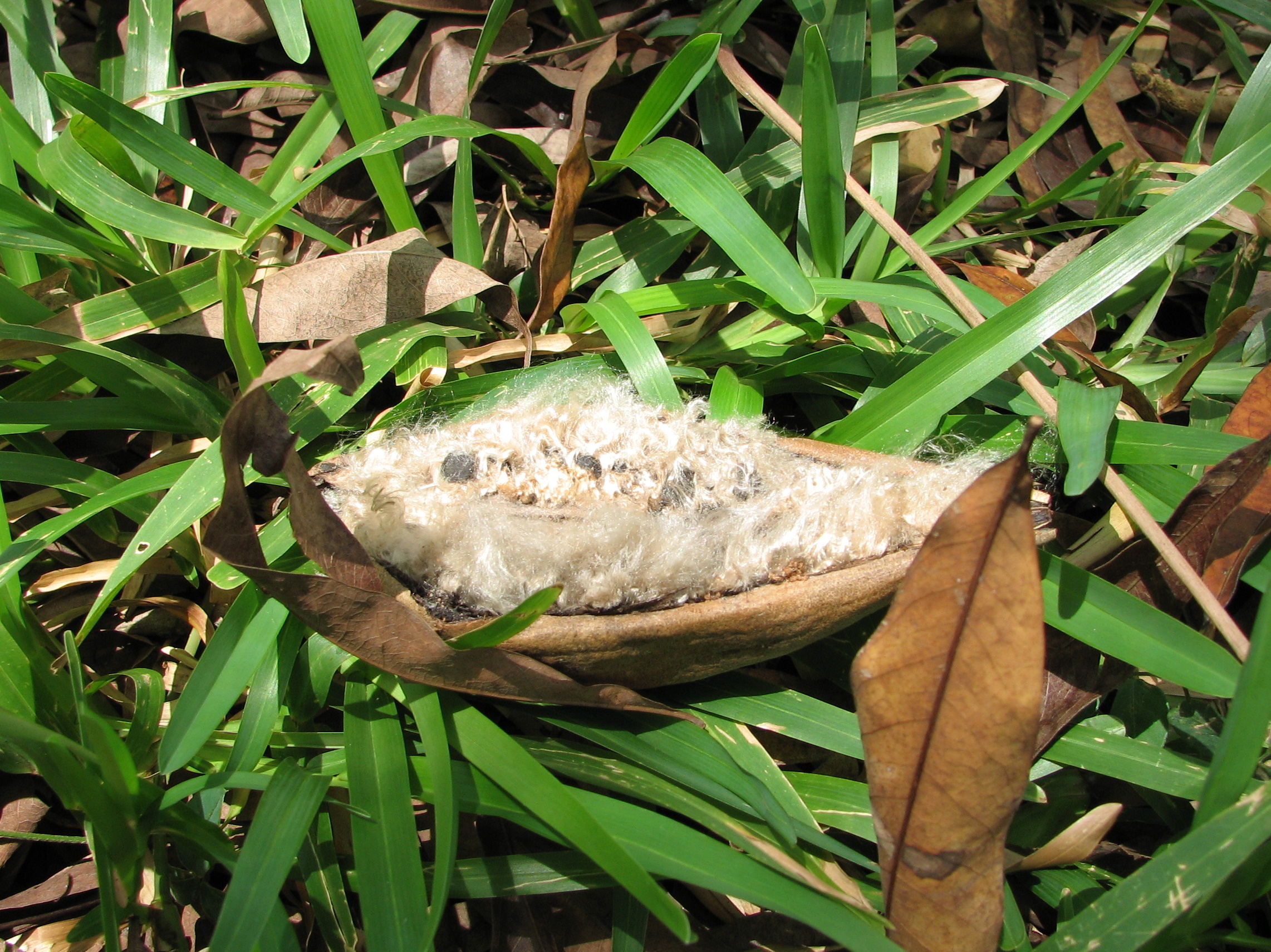
Kapokfrucht

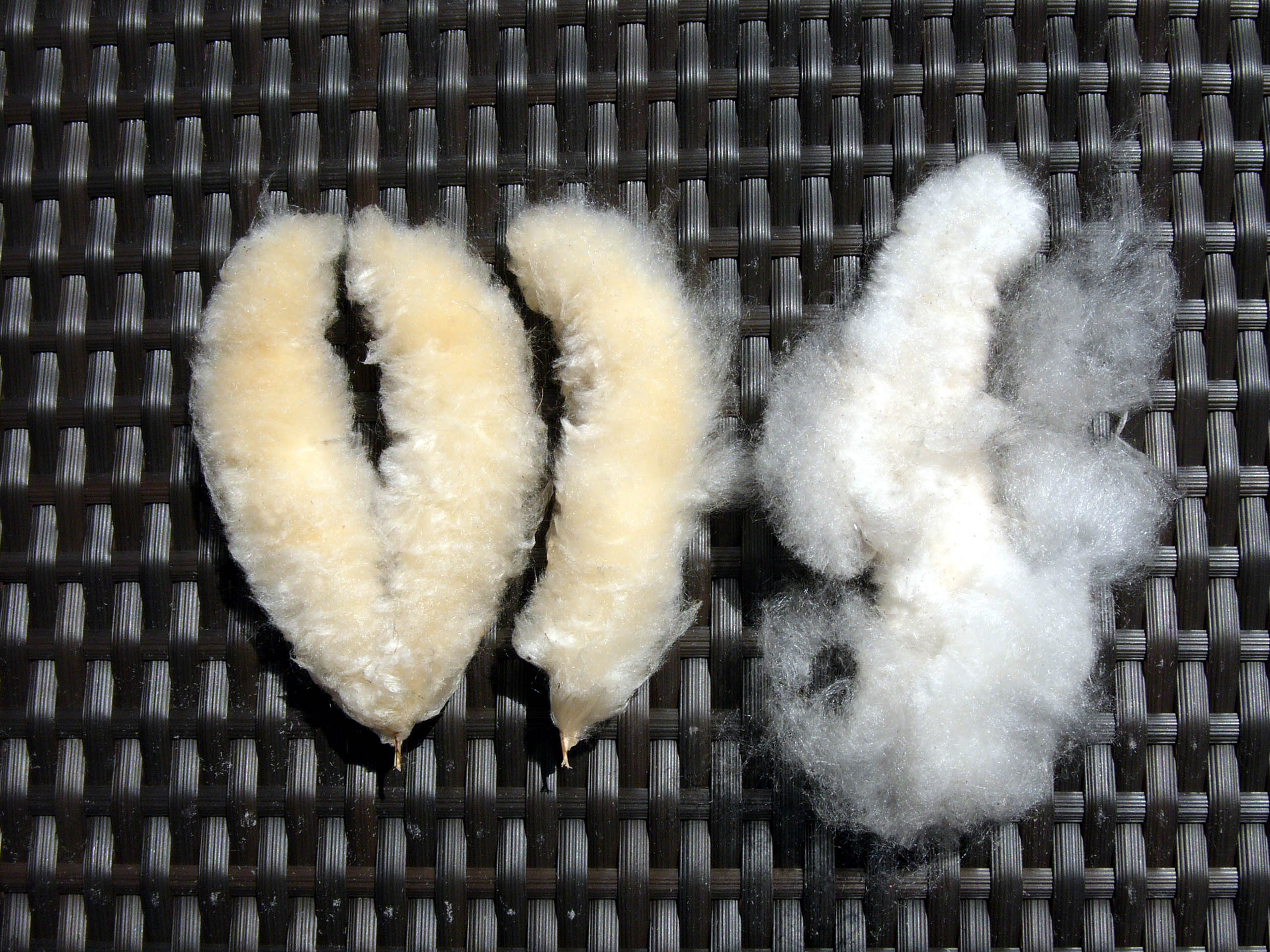
Kapokfasern

Kapok (von malaiisch kapuk), auch Pflanzendaunen genannt, ist die flaumige Hohlfaser der Schoten des Kapokbaumes (Ceiba pentandra).
Aber auch von verschiedenen anderen Wollbaumgewächsen; Bombax-Arten (Bombax ceiba, Bombax costatum, Bombax buonopozense u. a.) und von Pseudobombax tomentosum, Eriotheca pubescens, Ceiba speciosa, Ochroma pyramidale, sowie von anderen Gewächsen wie Funtumia africana, Cochlospermum fraseri oder von der Baumwoll-Seidenpflanze (Gomphocarpus fruticosus) werden ähnliche Fasern gewonnen, allerdings ist die Qualität dieser Fasern schlechter. Als Ersatz kann auch Lycopodiella cernua dienen, hier wird die getrocknete Pflanze verwendet.
Ähnlich ist die Akonfaser, die von verschiedenen Seidenpflanzengewächsen stammt.
Die Naturfaser selbst ist glatt, transparent mit großem Lumen und dünner Zellwand. Die durchschnittliche Länge der Faser beträgt 19 mm, die durchschnittliche Faserbreite ist 19 μm.

## Eigenschaften
Im Gegensatz zu vielen anderen Naturfasern ist der Cellulose-Gehalt der Kapokfaser mit etwa 35 % relativ gering, andere wichtige Bestandteile sind Xylan (22 %) und Lignin (21,5 %). Außergewöhnlich ist auch die hohe Anzahl von Acetylgruppen von 13 %.
Wegen des Lufteinschlusses von 80 % gilt die Kapokfaser nach Pappelflaum als leichteste natürliche hohle Textilfaser der Welt. Sie wird zu etwa 15 % zur handgepflückten Baumwolle (85 %) beigemischt, um einen seidigen Griff und dadurch vermitteltes Wohlbefinden hervorzurufen, das durch die natürliche Wärme- und Feuchtigkeitsregulierung gesteigert wird. Die Fasern besitzen einen feinen Wachsüberzug, der zum einen bewirkt, dass sie nicht leicht verspinnbar sind, zum anderen jedoch den Vorteil hat, dass die Haare nicht benetzbar sind. Allerdings ist Kapok dadurch leicht entflammbar. So ist das Feuer auf dem Passagierschiff Normandie durch entzündete Schwimmwesten mit Kapok-Füllung entstanden.

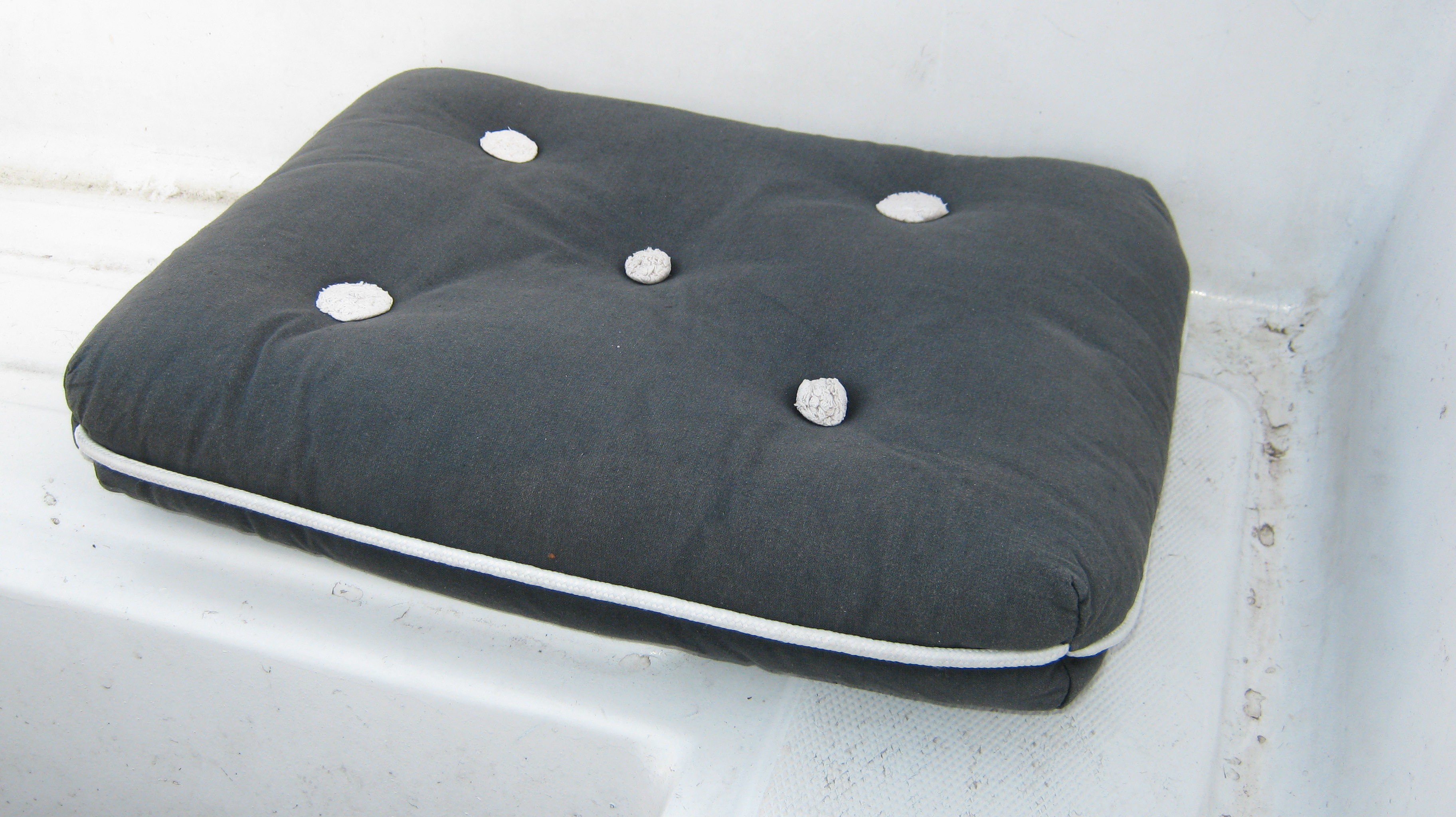
Ein Sitzkissen aus Kapok, wie es häufig auf Segel- und Motoryachten eingesetzt wird. Ein Kapokkissen hat den Vorteil, dass es kein Wasser aufnimmt und sogar schwimmfähig ist.

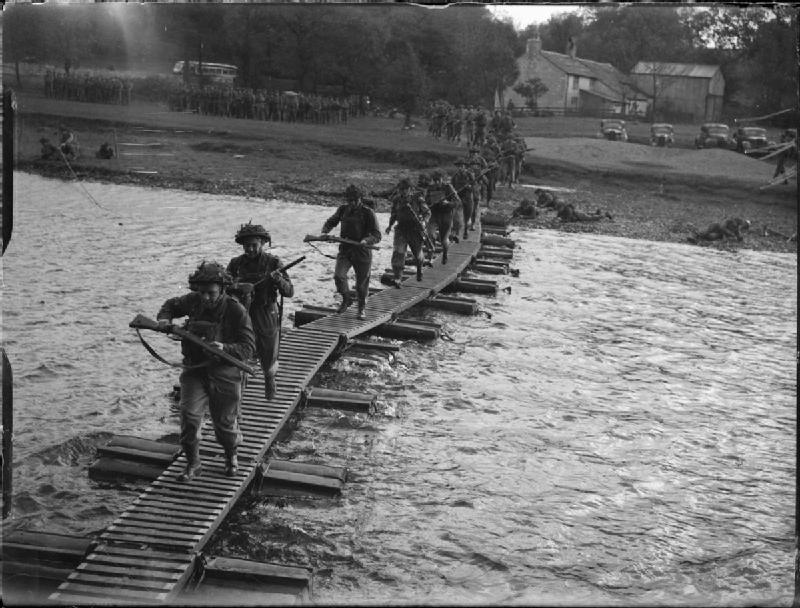
Kapok-Brücke

## Nutzung
Die Kapokfaser galt lange Zeit als nicht verspinnbar und wurde als Füllung von Schwimmwesten, Rettungsringen, Matratzen und als Polstermaterial verwendet. Aus Kapok hergestellter Vliesstoff wurde als Dämmstoff z. B. bei der Trittschalldämmung von Parkett verwendet. Um 1912 gelang es der Chemnitzer Aktienspinnerei zum ersten Mal, eine reine, vorbehandelte Kapokfaser zu verspinnen, das Verfahren war aber unwirtschaftlich. 2006 gelang es dem Unternehmen Gebrüder Otto in einem selbst entwickelten Spinnverfahren, Baumwolle/Kapok-Mischgarne im Verhältnis 85/15 % herzustellen, die z.  B. zu Hemden weiterverarbeitet werden. Auf Grund ihrer Lipophilie (Affinität zu Fetten) eignen sich Kapokfasern auch zum Binden von Öl.